# Clube Latitude Zero
O Clube Latitude Zero, popularmente conhecido como Latitude Zero, é um clube de futebol sediado em Macapá. Estreou em campeonatos profissionais no ano de 2024, disputando o Amapazão - Série B.